# Polowanie na łowcę
Polowanie na łowcę – dreszczowiec produkcji amerykańskiej w reżyserii Scotta Walkera, który także napisał scenariusz. Premiera tytułu odbyła się 11 lipca 2013 roku. Film powstał na podstawie historii życia seryjnego mordercy Roberta Hansena, który w latach 80. XX wieku mordował kobiety na Alasce. W rolach głównych wystąpili Nicolas Cage, John Cusack, Vanessa Hudgens, Curtis Jackson oraz Radha Mitchell.

## Fabuła
Źródło.
Robert Hansen (John Cusack) jest zapalonym myśliwym. Poluje w lasach Alaski. Jednak zamiast polowania na zwierzęta, na swoje ofiary wybiera prostytutki. Ofiary wywozi w las, tam puszcza je wolno i napawa się polowaniem, którego zwieńczeniem jest śmierć kobiety. Tym razem następują nieprzewidziane komplikacje. 17-letnia Cindy (Vanessa Hudgens) zdołała uciec. Policja jednak nie traktuje jej zeznań poważnie. Jedynym sprzymierzeńcem okazuje się detektyw Jack Halcombe (Nicolas Cage). Razem spróbują odnaleźć mordercę.

## Obsada
- Nicolas Cage jako Jack Halcombe
- John Cusack jako Robert Hansen
- Vanessa Hudgens jako Cindy Paulson
- Curtis Jackson jako alfons Clate Johnson
- Radha Mitchell jako Allie Halcombe
- Jodi Lyn O’Keefe jako Chelle Ringell
- Dean Norris jako Lyle Haugsven
- Katherine LaNasa jako Fran Hansen
- Matt Gerald jako Ed Stauber
- Kurt Fuller jako Pat Clives
- Kevin Dunn jako Bob Jent
- Gia Mantegna jako Debbie Peters
- Michael McGrady jako John Gentile
- Brad William Henke jako Carl Galenski
- Bostin Christopher jako Al